# Bognor Regis
Bognor Regis é uma cidade ao sul da Inglaterra, em West Sussex, no condado histórico de Sussex.